# Matti Koivunen
Paavo Matias (Matti) Koivunen, född 12 januari 1919 i Ruovesi, död 28 juli 1997 i Jyväskylä, var en finländsk politiker. 
Koivunen, som var son till småbrukaren Otto Koivunen och Ina Maria Nieminen, genomgick folkskolan, var verksam som timmerman till 1964 och därefter funktionär inom Demokratiska förbundet för Finlands folk (DFFF). Han var representant för nämnda förbund i Finlands riksdag 1951–1972 och socialminister i Rafael Paasios så kallade folkfrontsregering 1966–1968. Koivunen tillhörde stadsfullmäktige i Jyväskylä från 1950 och representantskapet för andelshuset Mäki-Matti från samma år.